# Juliette Benzoni
Pour les articles homonymes, voir Benzoni.
Œuvres principales
- série Catherine
- série Marianne
- série Le Gerfaut des brumes
- série La Florentine
- séries Le Boiteux de Varsovie

Juliette Benzoni, née le 30 octobre 1920 dans le 15e arrondissement de Paris et morte le 7 février 2016 à Saint-Mandé, est une autrice de romans historiques à succès et une scénariste française. Certains de ses romans ont été adaptés pour la télévision.

## Biographie

### Formation
Juliette Benzoni a grandi à Saint-Germain-des-Prés, dans la maison où vécurent Prosper Mérimée, Camille Corot et André-Marie Ampère.
Après avoir étudié au Cours Desir, Juliette Benzoni se retrouve au lycée Fénelon, que ses parents lui font quitter après l'affaire Violette Nozière. Elle fréquente alors le Collège d'Hulst (aujourd'hui Paul Claudel-d'Hulst, dans le VIIe arrondissement), où elle obtient son baccalauréat. Elle entame ses études supérieures à l'Institut catholique de Paris, bientôt interrompues par la Seconde Guerre mondiale.
C'est à cette période qu'elle épouse Maurice Gallois, et part s'installer avec lui à Dijon. Elle y étudie l'histoire de la Bourgogne, et découvre l'ordre de la Toison d'or. Cette découverte donnera quelques années plus tard naissance à la série des Catherine.
Son mari meurt d'une angine de poitrine quelques années après la Libération.
En 1950, elle quitte la France pour le Maroc, où elle obtient un emploi dans une régie publicitaire. Elle y rencontre son deuxième mari, le capitaine Benzoni, qu'elle épouse en 1953, quelques semaines avant son départ pour l'Indochine. Alors que son mari part pour Hué, elle rentre en France.

### Carrière de journaliste et d'écrivaine
Une fois en France, Juliette Benzoni travaille comme journaliste. Elle travaille alors pour Histoire pour tous, pour le Journal du dimanche, qui était le septième jour de France soir, et pour Confidences.
Une émission télévisée la fait remarquer, et l'agence de presse Opera Mundi lui propose d'écrire un roman historique, en lui promettant un succès digne des Angélique d'Anne et Serge Golon. Arrivée au tiers du premier volume des Catherine, France-Soir lui propose d'acheter son roman, à condition qu'il soit fini deux mois plus tard. Ce qui fut fait. À peine Il suffit d'un amour fut-il achevé que France Soir le lançait. Dix éditeurs étrangers en avaient par ailleurs déjà acquis les droits.

## Nouvelles

### Recueils de nouvelles
Les recueils de nouvelles sont :
- Les Reines Tragiques (1962)
- Les Aventuriers du passé (1963), réédité sous le titre Les chemins de l'aventure
- Par le fer ou le poison (1973)
- Le sang, la gloire et l'amour (1974), réédité sous le titre Des maris pas comme les autres
- Trois Seigneurs de la nuit (1978)
- Grandes Dames, petites vertus (1978), réédité sous le titre Elles ont aimé
- De sac et de corde (1979), réédité sous le titre Crimes et criminels
- Tragédies Impériales (1980)
- Drames, Dames et démons (1980) réédité sous le titre Suite Italienne
- Dans le lit des Rois : Nuit de noces (1983)
- Dans le lit des Reines : les amants (1984)
- Le Roman des châteaux de France (1985-1987), en trois tomes
- 100 ans de vie de château (1992), réédité sous le titre La vie de château
- Splendeurs et Ténèbres du Moyen Age (2005), qui regroupe les titres Un aussi long chemin, De deux roses l’une, et certaines nouvelles de Les Aventuriers du passé et Les Reines Tragiques
- Les reines du Faubourg (2006)
- Ces belles inconnues de la Révolution (2014)
- Ces femmes du grand siècle (2015)

### Nouvelles indépendantes
- Une Reine de l'aventure (1999)
- Dans l'ombre de Mayerling (2001)

## Romans

### Romans indépendants
- Un aussi long chemin (1983)
- De deux roses l'une (1997)
- La petite peste et le chat botté (2015)

### Séries romanesques
Les séries et saga romanesques sont :
- Catherine (7 romans) : 
  - Il suffit d'un amour, première partie (1963),
  - Il suffit d'un amour, deuxième partie (1964),
  - Belle Catherine (1966),
  - Catherine des grands chemins (1967),
  - Catherine et le Temps d'aimer (1968),
  - Piège pour Catherine (1973),
  - La Dame de Montsalvy (1978).
- Marianne (5 romans en 7 tomes) : 
  - Marianne, une étoile pour Napoléon (2 tomes, 1969),
  - Marianne et l'Inconnu de Toscane (1971),
  - Jason des quatre mers (1971),
  - Toi, Marianne (1972),
  - Les Lauriers de flammes (2 tomes, 1974).
- Le Gerfaut des brumes (4 romans) : 
  - Le Gerfaut (1976),
  - Un collier pour le diable (1978),
  - Le Trésor (1980),
  - Haute-Savane (1981).
- Les loups de Lauzargues (3 romans) : 
  - Jean de la nuit (1985),
  - Hortense au point du jour (1985),
  - Félicia au soleil couchant (1987), Prix Louis Barthou de l’Académie française 1988.

- La Florentine (4 romans) : 
  - Fiora et le Magnifique (1988),
  - Fiora et le Téméraire (1988),
  - Fiora et le Pape (1989),
  - Fiora et le Roi de France (1990).

- Les dames du Méditerranée-Express (3 romans) : 
  - La jeune mariée (1990),
  - La fière Américaine (1990),
  - La princesse mandchoue (1991).
- Les Treize Vents (4 romans) : 
  - Le voyageur (1992),
  - Le réfugié (1993),
  - L'intrus (1993),
  - L'exilé (1994).
- Les enquêtes d'Aldo Morosini (15 romans) :
  - Le Boiteux de Varsovie 1 L'Étoile bleue (1994),
  - Le Boiteux de Varsovie 2 La Rose d'York (1995),
  - Le Boiteux de Varsovie 3 L'Opale de Sissi (1996),
  - Le Boiteux de Varsovie 4 Le Rubis de Jeanne la Folle (1996),
  - Les Émeraudes du Prophète (1999),
  - La Perle de l'Empereur (2001),
  - Les Joyaux de la sorcière (2004),
  - Les Larmes de Marie-Antoinette (2006),
  - Le Collier sacré de Montezuma (2007),
  - L'Anneau d'Atlantide (2009),
  - La Chimère d'or des Borgia (2011),
  - La Collection Kledermann (2012),
  - Le Talisman du Téméraire 1 Les Trois Frères (2013),
  - Le Talisman du Téméraire 2 Le Diamant de Bourgogne (2014),
  - Le Vol du Sancy : des carats pour Ava ? (2016).
- Secret d'État (3 romans) : 
  - La Chambre de la reine (1997),
  - Le Roi des Halles (1998),
  - Le Prisonnier masqué (1998).
- Le Jeu de l'Amour et de la Mort (3 romans) : 
  - Un homme pour le Roi (1999),
  - La messe rouge (2001),
  - La comtesse des ténèbres (2002).
- Les chevaliers (3 romans) :  
  - Thibaut ou la croix perdue (2002),
  - Renaud ou la malédiction (2003),
  - Olivier ou les trésors templiers (2003).
- Marie (2 romans) : 
  - Marie des intrigues (2004),
  - Marie des passions (2005).
- Le sang des Koenigsmark (2 romans) : 
  - Aurore (2006),
  - Le fils d'Aurore (2007).
- Le temps des poisons (2 romans) : 
  - On a tué la reine ! (2008),
  - La chambre du roi (2009).
- Le bal des poignards (2 romans) : 
  - La Dague au lys rouge (2010),
  - Le Couteau de Ravaillac (2010).
- La Guerre des Duchesses (2 romans) : 
  - La Fille du Condamné (2013),
  - Princesse des Vandales (2013).

## Adaptations
- Catherine a été adapté au cinéma, sous le titre Catherine, il suffit d'un amour par Bernard Borderie en 1969, avec Olga Georges-Picot et Horst Frank.
- Marianne a été adapté à la télévision, sous forme d'une série de 30 épisodes par Marion Sarraut en 1983, avec Corinne Touzet et Benoit Brione.
- Catherine a été adapté à la télévision, sous forme d'une série de 60 épisodes par Marion Sarraut en 1986, avec Claudine Ancelot et Pierre-Marie Escourrou.
- Le Gerfaut des brumes a été adapté à la télévision, sous forme d'une série de 30 épisodes par Marion Sarraut en 1987, avec Laurent Le Doyen et Marianne Anska.
- La Florentine a été adapté à la télévision, sous forme d'une série de 10 épisodes par Marion Sarraut en 1991, avec Anne Jacquemin et Alain Payen.
- Une amitié dangereuse après la saga Marie des intrigues et Marie des passions a été adapté à la télévision, sous forme d'une mini-série par Alain Tasma en 2024, avec Kelly Depeault , Stephanie Gil, Stanley Weber.